# Anatoli Michailowitsch Stolbow
Anatoli Michailowitsch Stolbow (russisch Анатолий Михайлович Столбов; * 21. März 1933 in Leningrad; † 7. November 1996 in St. Petersburg) war ein sowjetischer bzw. russischer Theater- und Film-Schauspieler.

## Leben und Leistungen
Stolbow stammte aus Leningrad, wohin sein Vater aufgrund des Studiums gezogen war. Er arbeitete später in der Industrie und meldete sich zu Beginn des Deutsch-Sowjetischen Krieges freiwillig zum Dienst in der Roten Armee. Bereits im September 1941 wurde er jedoch für vermisst erklärt. Seine Frau Sinaida Michailowna, geb. Dubnewskaja, wurde mit ihren beiden Kindern nach Tschkalow evakuiert und arbeitete dort in einer Fabrik. Nach dem Ende der Blockade kehrte die Familie nach Leningrad zurück, wo Sinaida Stolbowa daraufhin Mathematik unterrichtete.
Nach seinem Schulabschluss arbeitete Stolbow von Januar bis August 1952 als Radiologe, trat danach aber in die Schtschepkin-Theaterschule ein, die dem  Maly-Theater angeschlossen war. 1954 unterbrach er seine Ausbildung zugunsten von Theaterengagements in Dagestan und Qaraghandy, nahm es aber 1956 wieder auf. Zu seinen Mitschülern zählten Swetlana Nemoljajewa und Witali Konjajew. Nach dem Abschluss im Jahr 1958 war er ein Jahr beim Lenfilmstudio angestellt, trat danach bis 1961 beim Kleinen Dramatheater in Leningrad auf und kehrte 1965 zu Lenfilm zurück.
Sein Filmdebüt gab Stolbow 1954 als Schüler in Feuertaufe, war aber erst ab 1959 regelmäßig im Film zu sehen. Sein Schaffen umfasste mehr als 70 Arbeiten vor der Kamera, zu den bekanntesten Werken zählen Republik der Strolche (1966), der erste Teil der Filmreihe Рождённая революцией (Roschdjonnaja rewoluzijei), Сержант милиции (Serschant milizii, beide 1974) und Соль земли (Sol semli, 1978). Die Rolle des Kasimir in In den Wäldern bei Kowels (1985) betrachtete der dunkelhaarige Mime als den Höhepunkt seines Schaffens.
Zudem war Stolbow an zehn Filmen als Synchronsprecher beteiligt, zuletzt an der russischsprachigen Fassung von The Verdict – Die Wahrheit und nichts als die Wahrheit (1982).
Ende der 1980er Jahre wurde bei Stolbow Kehlkopfkrebs diagnostiziert. Mehrere Operationen und das Einsetzen eines medizinischen Ventils retteten ihm das Leben, seine Sprechfähigkeit blieb jedoch stark eingeschränkt. Er trat dennoch bis 1993 im Film auf.
Stolbow starb 63-jährig in seiner Geburtsstadt und wurde auf dem Nordfriedhof beigesetzt.

## Privates
Stolbow war in erster Ehe mit der Schauspielerin Dolores Iwanowna Stolbowa (1936–1994) verheiratet, beide hatten eine Tochter namens Olga. Danach heiratete er Elvira Dmitrijewna Tarasowa, ihre gemeinsame Tochter Tatjana studierte Literatur und wurde später Mitglied des Russischen Autorenbundes.

## Filmografie (Auswahl)
- 1954: Feuertaufe (Schkola muschestwa)
- 1966: Die Verschwörung in der Botschaft (Sagowor poslow)
- 1966: Republik der Strolche (Respublika SCHKID)
- 1967: Die Schneekönigin (Sneschnaja korolewa)
- 1976: Der Einzige (Edinstwennaja)
- 1977: Bewegte Kindheit (Ognennoje detstwo)
- 1985: In den Wäldern bei Kowels (W lesach pod Kowelem) (Filmreihe)